# Aleksandr Rindin
Aleksandr Rindin (Sumqayıt, 14 gennaio 1985) è un ex cestista azero.